# سانغر (تكساس)
سانغر (بالإنجليزية: Sanger)‏ هي مدينة أمريكية تقع في ولاية تكساس. تبلغ مساحة هذه المدينة 28.3 (كم²)، ويبلغ عدد سكانها 6916 نسمة حسب إحصاء سنة 2010 م.

## التركيبة السكانية
حدّد مكتب تعداد الولايات المتحدة بيانات التركيبة السكانية لسانغر في تعداد الولايات المتحدة. في ما يلي، التركيبة السكانية حسب تعدادي 2000 و2010.

### تعداد عام 2000
بلغ عدد سكان سانغر 4,534 نسمة بحسب تعداد عام 2000، وبلغ عدد الأسر 1,645 أسرة وعدد العائلات 1,220 عائلة مقيمة في المدينة. في حين سجلت الكثافة السكانية 148.2 نسمة لكل كيلومتر مربع (383.8/ميل2). وبلغ عدد الوحدات السكنية 1,750 وحدة بمتوسط كثافة قدره 57.2 لكل كيلومتر مربع (148.1/ميل2).
وتوزع التركيب العرقي للمدينة بنسبة 89.08% من البيض و3.04% من الأمريكيين الأفارقة و1.10% من الأمريكيين الأصليين و0.13% من الأمريكيين ذوي الأصول الآسيوية و4.19% من الأعراق الأخرى و2.45% من عرقين مختلطين أو أكثر و11.31% من الهسبانيون أو اللاتينيون من أي عرق.
بلغ عدد الأسر 1,645 أسرة كانت نسبة 46.4% منها لديها أطفال تحت سن الثامنة عشر تعيش معهم، وبلغت نسبة الأزواج القاطنين مع بعضهم البعض 55.1% من أصل المجموع الكلي للأسر، ونسبة 12.9% من الأسر كان لديها معيلات من الإناث دون وجود شريك، بينما كانت نسبة 6.1% من الأسر لديها معيلون من الذكور دون وجود شريكة وكانت نسبة 25.8% من غير العائلات. تألفت نسبة 21.9% من أصل جميع الأسر من عدة أفراد يعيشون في نفس المنزل ونسبة 8.6% كانت تتألف من شخص يعيش بمفرده يبلغ من العمر 65 عاماً أو أكثر. وبلغ متوسط حجم الأسرة المعيشية 2.72، أما متوسط حجم العائلات فبلغ 3.17.
بلغ العمر الوسطي للسكان 31.5 عاماً. وكانت نسبة 30.6% من القاطنين تحت سن الثامنة عشر، وكانت نسبة 9.1% بين الثامنة عشر والرابعة والعشرين عاماً، ونسبة 31.4% كانت واقعةً في الفئة العمرية ما بين الخامسة والعشرين والرابعة والأربعين عاماً، ونسبة 18.9% كانت ما بين الخامسة والأربعين والرابعة والستين، ونسبة 8.5% كانت ضمن فئة الخامسة والستين عاماً فما فوق. يوجد لكل 100 أنثى 93.3 ذكر، ويوجد لكل 100 أنثى في الثامنة عشر من عمرها فما فوق 87.0 ذكر.
بلغ متوسط دخل الأسرة في المدينة 40,380 دولارًا، أما متوسط دخل العائلة فبلغ 43,828 دولارًا. وكان متوسط دخل الذكور 32,220 دولارًا مقابل 22,662 دولارًا للإناث. وسجل دخل الفرد الخاص بالمدينة 17,840 دولارًا. وكانت نسبة 5.2% من العائلات ونسبة 6.3% من السكان تحت خط الفقر، وكان من هؤلاء نسبة 7.5% تحت سن الثامنة عشر ونسبة 9.8% في الخامسة والستين من العمر وما فوق.

### تعداد عام 2010
بلغ عدد سكان سانغر 6,916 نسمة بحسب تعداد عام 2010، وبلغ عدد الأسر 2,427 أسرة وعدد العائلات 1,837 عائلة مقيمة في المدينة. في حين سجلت الكثافة السكانية 226.1 نسمة لكل كيلومتر مربع (585.6/ميل2). وبلغ عدد الوحدات السكنية 2,746 وحدة بمتوسط كثافة قدره 89.8 لكل كيلومتر مربع (232.6/ميل2).
وتوزع التركيب العرقي للمدينة بنسبة 86.44% من البيض و3.44% من الأمريكيين الأفارقة و0.75% من الأمريكيين الأصليين و0.56% من الأمريكيين ذوي الأصول الآسيوية و0.03% من سكان جزر المحيط الهادئ و6.56% من الأعراق الأخرى و2.21% من عرقين مختلطين أو أكثر و17.68% من الهسبانيون أو اللاتينيون من أي عرق.
بلغ عدد الأسر 2,427 أسرة كانت نسبة 47.1% منها لديها أطفال تحت سن الثامنة عشر تعيش معهم، وبلغت نسبة الأزواج القاطنين مع بعضهم البعض 52.3% من أصل المجموع الكلي للأسر، ونسبة 17% من الأسر كان لديها معيلات من الإناث دون وجود شريك، بينما كانت نسبة 6.4% من الأسر لديها معيلون من الذكور دون وجود شريكة وكانت نسبة 24.3% من غير العائلات. تألفت نسبة 19.5% من أصل جميع الأسر من عدة أفراد يعيشون في نفس المنزل ونسبة 6.1% كانت تتألف من شخص يعيش بمفرده يبلغ من العمر 65 عاماً أو أكثر. وبلغ متوسط حجم الأسرة المعيشية 2.85، أما متوسط حجم العائلات فبلغ 3.25.
بلغ العمر الوسطي للسكان 30.3 عاماً. وكانت نسبة 31.7% من القاطنين تحت سن الثامنة عشر، وكانت نسبة 8.7% بين الثامنة عشر والرابعة والعشرين عاماً، ونسبة 30.9% كانت واقعةً في الفئة العمرية ما بين الخامسة والعشرين والرابعة والأربعين عاماً، ونسبة 20.5% كانت ما بين الخامسة والأربعين والرابعة والستين، ونسبة 8.3% كانت ضمن فئة الخامسة والستين عاماً فما فوق. وتوزع التركيب الجنسي للسكان بنسبة 48.7% ذكور و51.3% إناث.